# Дундовик, Лаура
Лаура Дундовик (англ. Laura Dundovic; род. 16 сентября 1987, Сидней) — австралийская фотомодель. Выиграла конкурс Мисс Вселенная Австралия 2008 и представляла Австралию на конкурсе Мисс Вселенная 2008, попав в десятку лучших. У неё хорватские корни. Дундовик изучала психологию, проживает в Сиднее. Лаура является лицом дома моды Чарли Брауна.